# Іоанніс Варвакіс

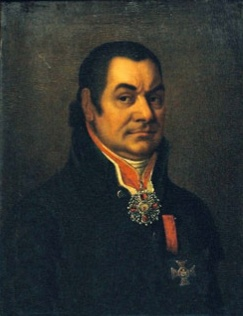
Іоанніс Варвакіс

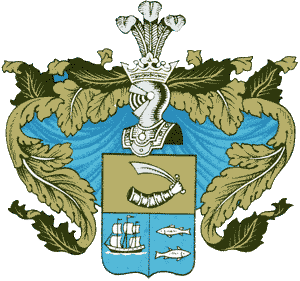
Родовий герб Іоанніса Варвакіса

Іоанніс Варвакіс (грец. Ιωάννης Βαρβάκης, також Варваці Іван Андрійович, справжнє прізвище Леонтідіс грец. Λεοντίδης; 1745, острів Псара — 1825, Закінф) — російський шляхтич грецького походження, кавалер орденів Святого Володимира і Святої Анни, прославлений різнобічною благодійністю, видний член таємного грецького товариства «Філікі Етерія», а потім — у віці 90 років — активний учасник Грецької національно-визвольної революції.

## Біографія
Іоанніс Варвакіс (в Росії його також спочатку Ян Варвач або Ворвач, а згодом — Іван Андрійович Варваци) народився, за новими даними, 1732 року. (Раніше фігурувала інша дата — 1750 рік) на невеликому острові Псара (легендарна батьківщина Гомера), в центрі Грецького архіпелагу.
У віці тридцяти років був відомий як пірат, за голову якого османський султан обіцяв тисячу піастрів, в 1770 році Варвакіс, подібно багатьом своїм землякам, добровільно приєднався на власному двадцятигарматному судні до російської ескадрі Першої Архіпелагської експедиції під командуванням графа Олексія Орлова і адмірала Г. Спиридова, несподівано з'явився в Егейському морі. Йшла російсько-османська війна. Перед Балтійським флотом поставлене авантюрне завданне: по можливості таємно пройти навколо всієї Європи, активізувати партизанську боротьбу балканських народів і завдати удару по османському флоту. На подив всієї Європи завдання виконали, і майже весь османський флот знищений у нічному Чесменскому бої 26 червня 1770 року.

### Російська служба
Саме з Чесмою пов'язує традиція початок російської служби капітана Варвакіса, хоча документи тільки побічно підтверджують це. У дев'ятій частини Спільного гербовника дворянських родів Всеросійської імперії сказано: «Іван Варвацій в службу вступив з греків 1770 року, і під час війни з турками в Архіпелазі з власним його морехідним судном перебував у різних морських битвах.». За свої заслуги він отримав чин поручика, про що свідчить у пізнішому указі сама імператриця: «Відомо най буде кожному, що ми Яна Ворвача, з греків, який служив в минулій війні при флоті Нашому, за його старанність в службі Нашій в Наші поручики 1772 року, жовтня 21 дня всемилостиво прийняли».
Бойовий епізод за участю Варвакіса наводить за архівними даними відомий у минулому столітті історик російського флоту Олександр Соколов. Навесні 1774 року під час «звичайного щорічного походу до Дарданелл» ескадри під прапором адмірала Єлманова в ніч на 30 травня з фрегата «Слава» в Хіоській протоці «висаджений десант у числі 130 іпсаріотов під начальством Варвача, і ним була взята одна батарея про чотири гарматах» («Записки Гідрографічного департаменту за 1849»).
Вже два місяці по тому в невеликому османському селі підписаний Кючук-Кайнарджійський мирний договір. Росія отримала південноукраїнські землі до Буга і вільний вихід у Чорне і Середземне море, Кримське ханство оголошувалося незалежним від Османської імперії. Російський флот повертався в Кронштадт. Разом з ним на нову батьківщину переселялися багато грецьких і слов'янських сімей, головним чином інсургенти.
Положення Варвакіса стало дуже непростим. Він був османським підданим, але одночасно і бойовим офіцером російського флоту, він купець, але поки що всі його надбання становив один корабель. 1789 року грек був прийнятий «у вічне Росії підданство». Всі свої неабиякі здібності і енергію він віддав комерції та благодійності. Іоанніс Варвакіс, як його тепер називають у документах, паном надвірним радником Іваном Андрійовичем Варвацієм, скоро став мільйонером.
Вростаючи в російське життя, Варваці ніколи не забував і про свою батьківщину. Він постійно підтримував зв'язки з грецькою діаспорою, велика частина якої жила в Новоросії. Відомо, що переговори з міським товариством Таганрога про будівництво храму Олександра Невського в Грецькому єрусалимському монастирі (мова йде про храм, в якому в 1825 року більше місяця стояла труна із забальзамованим тілом імператора Олександра I) Варвацій почав 1809 року, а в 1813 році він остаточно переїхав в Таганрог.
Особливо багато зробив Варваціс для Астрахані. Зокрема, він там побудував 75-метрову соборну дзвіницю, кам'яну лікарню на 50 осіб і при ній Тихвинську церкву, розчистив покинутий канал Волга-Кутум, побудував чотири мости через нього й набережні. Цю діяльність відставного офіцера високо оцінили як астраханські городяни, так і уряд: 1807 року Іоанніс Варвакіс удостоєний ордена Святого Володимира 4-го ступеня, а 1810 року — ордена Святої Анни 2-го класа.
Саме в цей час на півдні Російської імперії виникли два взаємозалежних товариства. Одне — Філомусон Етерія — діяло легально, засноване графом Іоаннісом Каподистрією (у 1815—1822 роках — російський міністр закордонних справ, в 1827 році обраний першим правителем незалежної Греції). Інше — таємне товариство Філікі Етерія в Одесі, лідером якого до 1920 року став Олександр Іпсіланті — син колишнього господаря Молдови, молодий генерал, товариш Дениса Давидова та декабриста Михайла Орлова.
Коли в березні 1822 року Іпсіланті підняв у Яссах повстання, що стало імпульсом Грецької революції, Варвацій — видний член Етерії — закупив у Тулі і відправив повсталим велику партію зброї.

### Повернення в Грецію

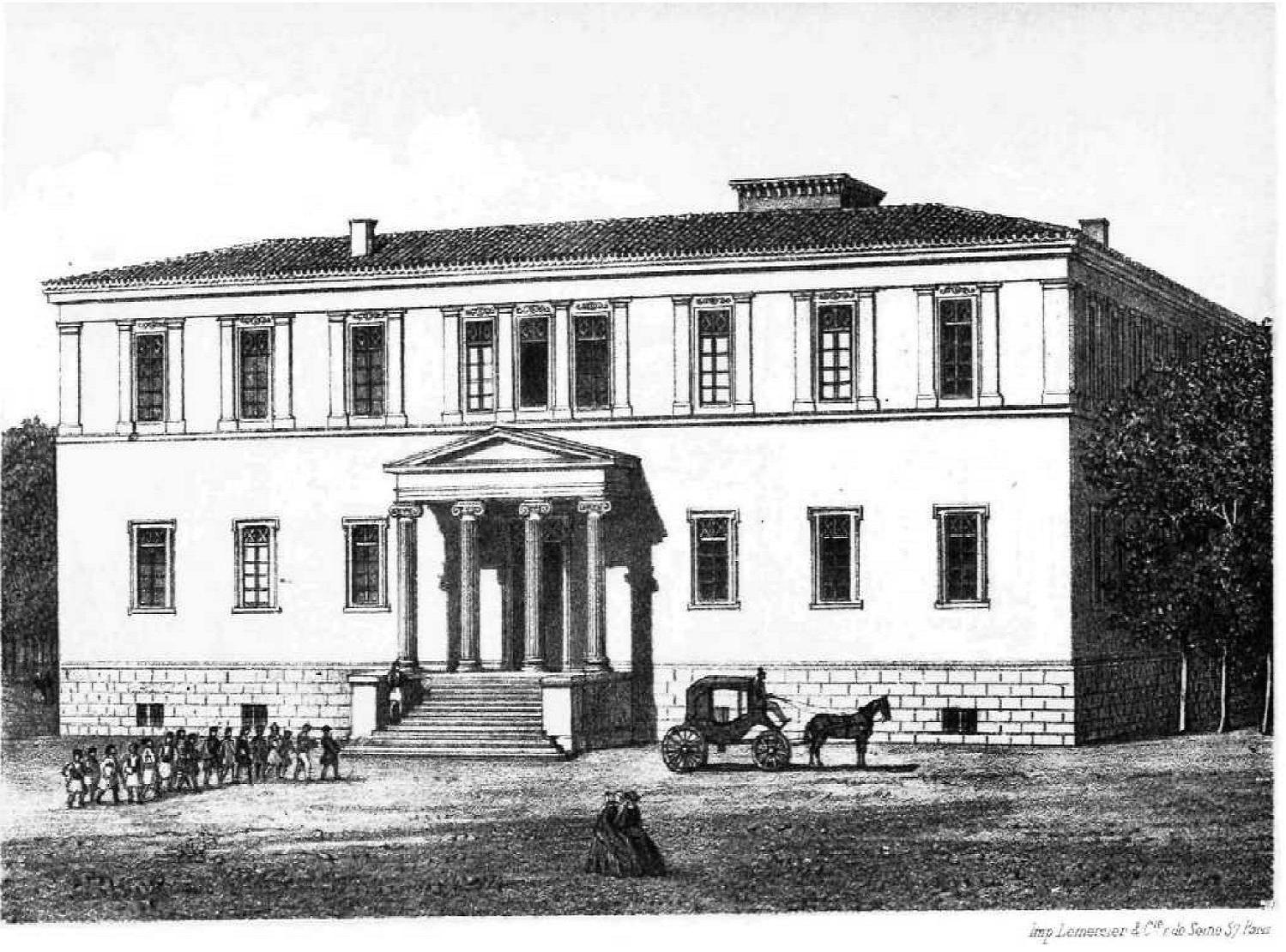
Школа Варвакіон, зведена в Афінах за заповітом Варвакіса

Ймовірно, 1823 року (тобто одночасно з Байроном) він нелегально перебрався до Греції. На свої гроші він озброїв загін повстанців і разом з ними брав участь в облозі Моденської фортеці. Більше року — до самої своєї смерті напередодні Різдва 1825 року — Іоанніс Варвакіс знову жив і боровся на своїй батьківщині.
Якщо вірна традиційна дата його народження (1750), він помер у 75 років, якщо ж правильні опубліковані О. С. Марковим сімейні відомості, то у 93 роки. Помер у Закінфі 10 січня 1825 року. Бажаючи і надалі сприяти розвитку освіти у новій Грецькій державі, він залишив заповіт, за яким передав 1 млн рублів на будівництво середньої школи, яку назвали на його честь Варвакіон. Він також фінансував будівництво закритого ринку Варвакіос Агора в Афінах. На могилі Іоанніса Варвакіса в Афінах встановлено величний мармуровий монумент.

## У мистецтві і культурі
- 2012 року на екрани вийшов фільм грецького кінорежисера Янніса Смарагдіса під назвою «Бог любить чорну ікру» (грец. Ο Θεός αγαπάει το χαβιάρι, англ. God loves caviar). Стрічка присвячена подіям останніх років життя грека і росіянина, національного благодійника Іоанніса Варвакіса[2][3].